# Il villaggio scomparso
Il villaggio scomparso è un mito dei Bantu nord-orientali che vuole definire l'origine dei culti e delle pratiche religiose. Quindi si tratta di una storia sacra trasmessa per via orale utile anche per rinsaldare e unificare la comunità. Il mito ha la funzione primaria di descrivere come andarono i fatti all'origine della vita, quando da un caos primordiale si diffuse la vita e la morte degli esseri viventi.

## Trama
Il mito narra la storia di un luogo particolare, dove adesso c'è uno stagno mentre un tempo vi era un villaggio. Una sera piovosa una rana cercò di entrare nelle capanne del villaggio ma fu scacciata via in malo modo e solo dopo molti tentativi venne accolta da una madre generosa e poté riscaldarsi. Ma la rana era uno spirito e avvisò la donna di fuggire portando con sé figli e averi perché aveva deciso di punire gli abitanti del villaggio per la loro insolenza. In effetti il villaggio si inabissò sotto l'ondata di una cascata d'acqua e gli abitanti morirono annegati.
Questo luogo viene evitato dagli esseri umani nonostante sia ricco di acqua. Gli anziani, nei periodi di siccità, portano sul luogo una capra e compiono un rito sacrificale per gli spiriti dello stagno.